# Waterfront Blues Festival

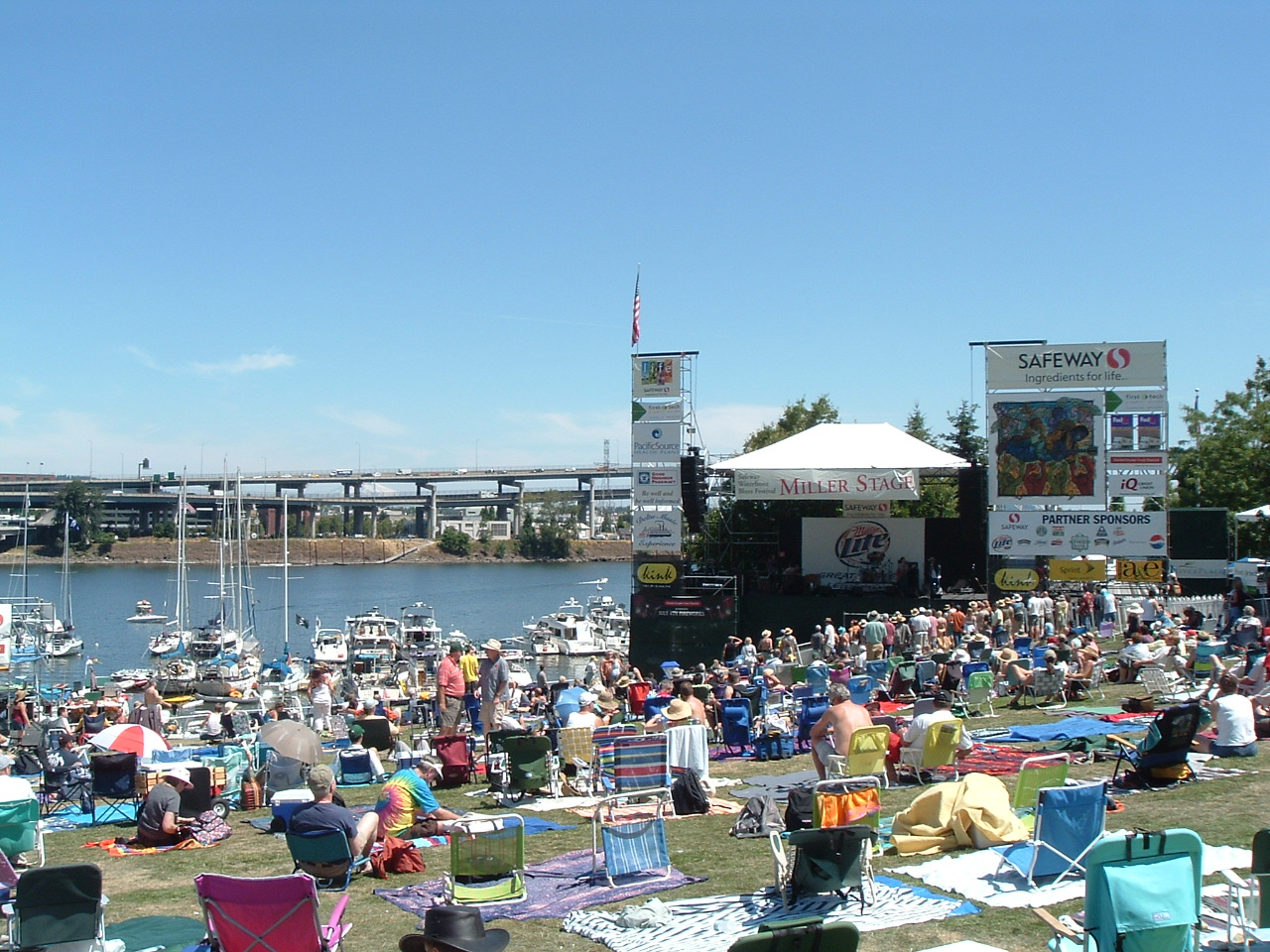
Zuschauer Waterfront Blues Festival 2007

Das Waterfront Blues Festival ist ein seit 1987 stattfindendes Bluesfestival in Portland, Oregon. Es ist das zweitgrößte Bluesfestival in den USA. Das Festival findet im Tom McCall Waterfront Park am Westufer des  Willamette Rivers statt. Die Künstler treten dabei auf fünf Bühnen auf.

## Geschichte
Das Bluesfestival wurde 1987 als Rose City Blues Festival gegründet und benannte sich 1991 in Waterfront Blues Festival um. Von Anfang an diente es dem Aufbringen von Spendengeldern. Die erste Organisation, die Zuwendungen erhielt, waren die Burnside Community Council’s Projekte für Obdachlose. 1988 übernahm die Oregon Food Share, der Vorgänger der Oregon Food Bank, die Geldmittel. Ziel dieser Organisation ist es, Hungernde in Oregon zu unterstützen. Ebenso wurde Miller Genuine Draft in diesem Jahr der erste Titelsponsor. 2000 wurde Safeway zum Titelsponsor. Schon 1987 begann die lokale Radiostation KBOO mit Übertragungen von Konzerten des Festivals, was von der Station bis heute fortgeführt wird. Wie bei vielen anderen Festivals sorgen über tausend Freiwillige für den reibungslosen Ablauf der Veranstaltung.

## Künstler auf dem Festival (Auswahl)
Jimmy Rogers, Hubert Sumlin, Katie Webster, Luther Johnson, Otis Rush, Jai Johanny Johanson, Clarence Gatemouth Brown, Bobby Rush, Roy Rogers, Bobby Blue Bland, J. Geils, Son Seals, Koko Taylor, Jimmie Vaughan, Booker T. & the M.G.’s, Charlie Musselwhite, Jonny Lang, Shannon Curfman, Pinetop Perkins, Robert Lockwood junior, Shemekia Copeland, Solomon Burke, Delbert McClinton, Los Lobos, Rosie Ledet, Little Feat, Ike Turner & the Kings of Rhythm, Ruth Brown, John Mayall, Dirty Dozen Brass Band, Al Kooper, Michelle Shocked, Etta James, Susan Tedeschi, Taj Mahal, Steve Miller, Norton Buffalo, Keb’ Mo’, The Holmes Brothers, Canned Heat, Buddy Guy, Mavis Staples, Dr. John, Irma Thomas, The Neville Brothers, Joan Armatrading, The Blind Boys of Alabama, Marcia Ball, Watermelon Slim, James Cotton Band with special guest Hubert Sumlin, Eric Burdon and The Animals, Eric Lindell, Robben Ford, Johnny Winter, Sonny Landreth